# Panoramique des Dômes
Panoramique des Dômes är en 5,2 kilometer lång kuggstångsbana i departementet Puy-de-Dôme i Frankrike som går till toppen av Puy de Dôme, 1 474 m.ö.h.

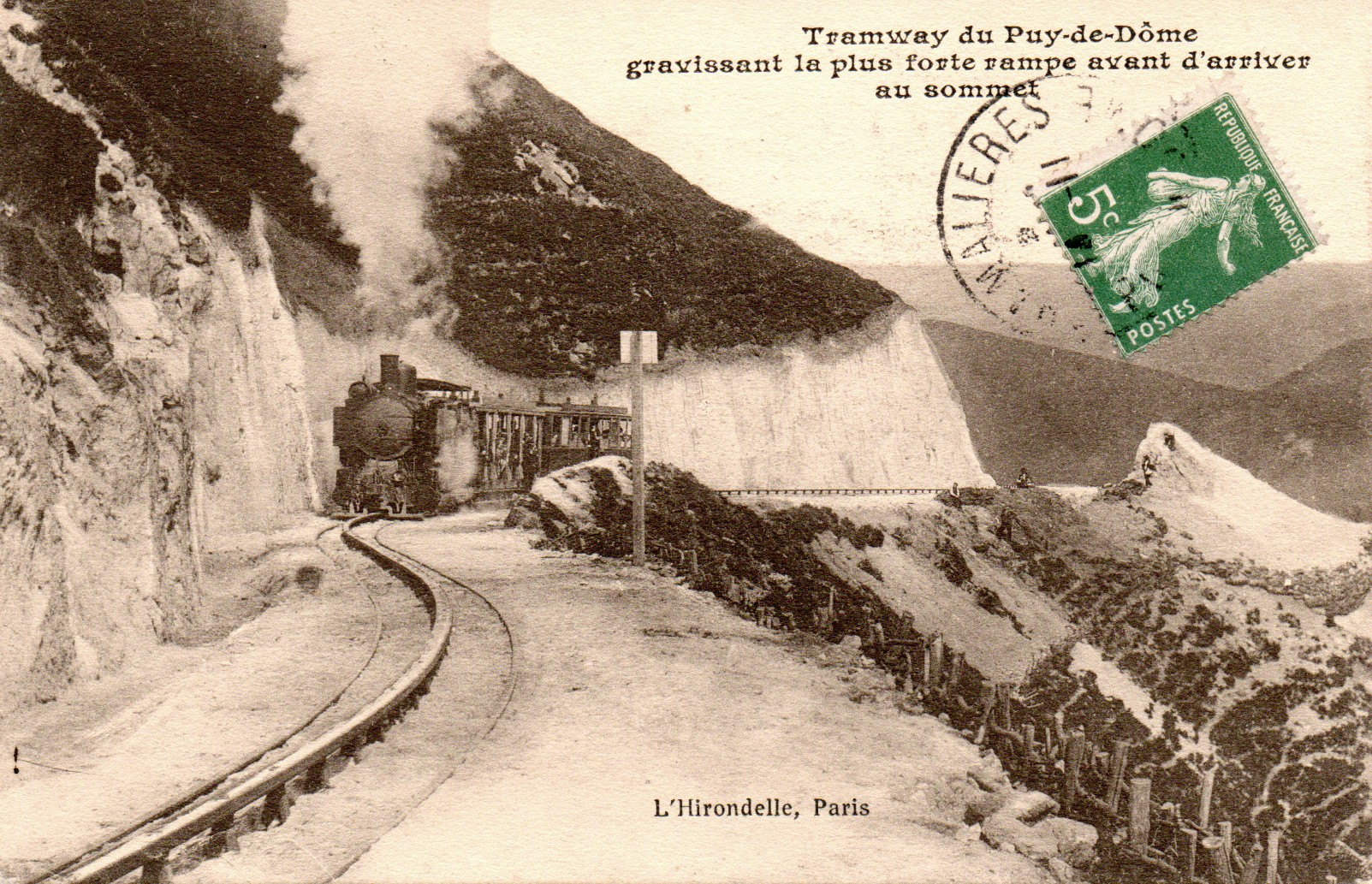
Järnvägen på ett vykort från 1910. Mittskenan syns tydligt på bilden.

År 1906 byggdes en 14,7 kilometer lång järnväg från 
Clermont-Ferrand, 390 m.ö.h. till en konstgjord plattform på 1 414 m.ö.h. i närheten av toppen. På grund av den kraftiga lutningen var spåren försedda med en mittskena som ökade friktionen och loken hade rullar med vertikala axlar, som trycktes horisontellt mot  den tredje skenan från vardera sidan.
Järnvägen lades ned under första världskriget eftersom loken behövdes i kriget. Loken återlämnades 1923 och trafiken kom igång igen. Undertiden hade en betalväg anlagts till toppen av vulkanen så trafiken begränsades till resten av sträckan som var en del av spårvägsnätet till 1933.
År 2008 beslöt lokala myndigheter  att låta bygga en ny järnväg för att minska biltrafiken till toppen. Uppdraget att bygga och driva järnvägen i 35 år gavs till kanadensiska SNC-Lavalin. Byggnationen startade i mars 2010 och järnvägen invigdes den 26 maj 2012. Senare samma dag skadades banan av ett jordskred och trafiken stoppades. Efter reparation kunde den åter öppnas den 16 juni 2012. I oktober samma år spårade en av tågvagnarna ur och trafiken stoppades igen.
De lokala myndigheterna lät SFTA, ett dotterbolag till Transdev, överta driften och järnvägen öppnade åter den 2 maj 2013.
Den trafikeras av fyra tågsätt från Stadler Rail med plats till 200 passagerare.